# 台湾一周重点
台湾一周重点（英语：Taiwan Weekly Focus）是凤凰卫视的周播新闻节目，2007年开播，曾在凤凰卫视资讯台播出。
2022年1月1日，配合凤凰卫视全面改版升级，《台湾一周重点》更名为《台湾时事周刊》。
2022年4月29日，因凤凰卫视台湾站关停，《台湾时事周刊》停播。

## 播出时间[1]
- 首播：凤凰卫视资讯台，香港时间周六19:15-20:00
- 重播：凤凰卫视资讯台，香港时间周日04:15-05:00、08:15-09:00

## 节目内容
节目主要以台湾一周过去发生的新闻事件为主要内容。在2014年3月22日播出了太阳花学运特别节目。